# Paul Jolicoeur
Pour les articles homonymes, voir Jolicoeur.
Paul Jolicoeur est un professeur et médecin québécois.
Il est un professeur à la Faculté de médecine de l'Université de Montréal depuis 1976. Il se spécialise principalement dans la détection de nouveaux oncogènes, à l'étude des maladies neurologiques dégénératives et à la recherche  SIDA. 

## Honneurs
- 1985 - Prix Marcel-Piché
- 1986 - Médaille du Collège royal
- 1989 - Membre de la Société royale du Canada
- 1992 - Prix Léo-Pariseau